# Londra anglosassone
Con storia di Londra nel periodo anglosassone ci si riferisce alla storia della città di Londra durante il periodo di dominazione anglosassone, che durò dal VI secolo d.C. fino alla conquista dell'Inghilterra da parte dei Normanni nel 1066.

## Primi insediamenti
In seguito al sostanziale abbandono della città da parte dei Romani, la posizione strategica sul fiume Tamigi favorì una rapida rioccupazione del sito. Infatti gli Anglosassoni vi si installarono a partire dall'ultimo scorcio del V secolo.
Non ci sono testimonianze affidabili su ciò che avvenne nell'area di Londra durante il periodo postromano, tra il 450 ed il 600 circa. Le più antiche colonie anglosassoni non riguardarono le immediate vicinanze di Londinium, che all'epoca conservava ancora le mura del periodo romano. Sparsi insediamenti furono tuttavia stabiliti nei sobborghi della città su entrambi i lati del fiume. L'area funse probabilmente da punto di incontro tra gli Anglosassoni e i Britanni, nonostante la letteratura coeva non fornisca alcun riscontro in tal senso.

## Lundenwic

Londra ed il regno dell'Essex

A partire dal VII secolo a 1,6 km ovest di Londinium (chiamata dagli Anglosassoni Lundenburh, cioè “Forte di Londra”) si sviluppò un villaggio.
Tale insediamento prese il nome di Lundenwic e probabilmente sfruttava il fiume River Fleet come porto per mercantili e pescherecci.
Nei primi anni dell'VIII secolo, Lundenwic fu descritta da Beda il Venerabile quale “un luogo di scambi per molti popoli che vi giungevano da terra e dal mare”.
Il termine “wic”, derivato dal latino vicus, in inglese antico aveva il significato di “villaggio mercantile”.
La posizione originaria della Londra anglosassone ha rappresentato a lungo un enigma per gli archeologi, a causa degli scarsi indizi di occupazione del territorio all'interno delle mura civiche romane in quel periodo. Tuttavia, negli anni ottanta del ventesimo secolo, Londra venne “riscoperta” a seguito di imponenti scavi condotti indipendentemente dagli archeologi Alan Vince e Martin Biddle che rivelarono il carattere urbano dell'area.
Recenti scavi effettuati a Covent Garden hanno portato alla luce un radicato insediamento anglosassone risalente al VII secolo. Essi mostrano che tale insediamento si estendeva per circa 600.000 metri quadrati, estendendosi dal luogo dell'odierna National Gallery a ovest fino ad Aldwych ad est.
Entro l'anno 600, l'Inghilterra anglosassone risultava divisa in piccoli regni, che assunsero il nome di eptarchia. Londra venne a far parte del regno dell'Essex, che si estendeva ad ovest fino a St Albans e che per un certo periodo incorporò anche il Middlesex ed il Surrey.
Nel 604, il re Saebert dell'Essex si convertì al Cristianesimo e Mellito divenne il primo vescovo della diocesi di Londra dopo la fine dell'era romana.
A quel tempo, l'Essex doveva obbedienza a Etelberto del Kent, e fu proprio sotto Etelberto che Mellito fondò la prima cattedrale dei Sassoni Orientali.
La tradizione vuole che questa cattedrale venne edificata nel sito di un antico tempio della dea romana Diana, sebbene nel XVII secolo l'architetto Christopher Wren non sembrò trovare conferme di questo fatto. Non è da escludere che l'edificio originario, consistente in una chiesa piuttosto modesta, possa essere stato distrutto in seguito dell'espulsione di Mellito, ordinata nel 616 dal successore, pagano, di Sæbert.
Per la restaurazione della sede vescovile a Londra si dovette attendere l'anno 675, quando l'allora Arcivescovo di Canterbury, Teodoro di Tarso, inviò come vescovo Earconvaldo.
Attorno al 670, in seguito al declino dell'Essex, Lundenwic cadde sotto il controllo diretto del regno di Mercia.
Dopo la morte di re Offa di Mercia la città finì per essere contesa tra la Mercia e il Wessex.

## Gli attacchi dei Vichinghi

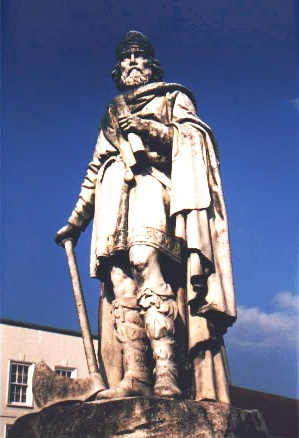
Alfredo il Grande

Londrà subì attacchi da parte dei Vichinghi, scorrerie che divennero abituali dopo l'anno 830.
Una cronaca descrisse l'attacco dell'842 come “il grande massacro”, mentre si ritiene che a quello dell'anno 851 presero parte gli equipaggi di circa 350 navi, attratti dal bottino.
Nell'865 la Grande armata danese diede avvio ad una vera e propria invasione del piccolo regno dell'Anglia orientale. Essa sottomise anche la Mercia e la Northumbria, arrivando a minacciare di controllare gran parte dell'Inghilterra anglosassone. Nell'871 Londra era stata raggiunta, e si crede che in quell'anno i Vichinghi abbiano svernato all'interno delle antiche mura romane. È probabile che per un certo tempo Londra sia stata sotto il loro diretto controllo, nonostante non conosciamo chiaramente gli eventi di questo periodo.
Le forze dei Sassoni Occidentali, guidate da Alfredo il Grande, sconfissero i Vichinghi nell'878 e costrinsero il loro leader Guthrum a implorare la pace. Il Trattato di Wedmore ed il successivo Trattato di Alfredo e Guthrum spartirono l'Inghilterra e crearono il Danelaw, territorio sotto il controllo dai Danesi.

## Lundenburh

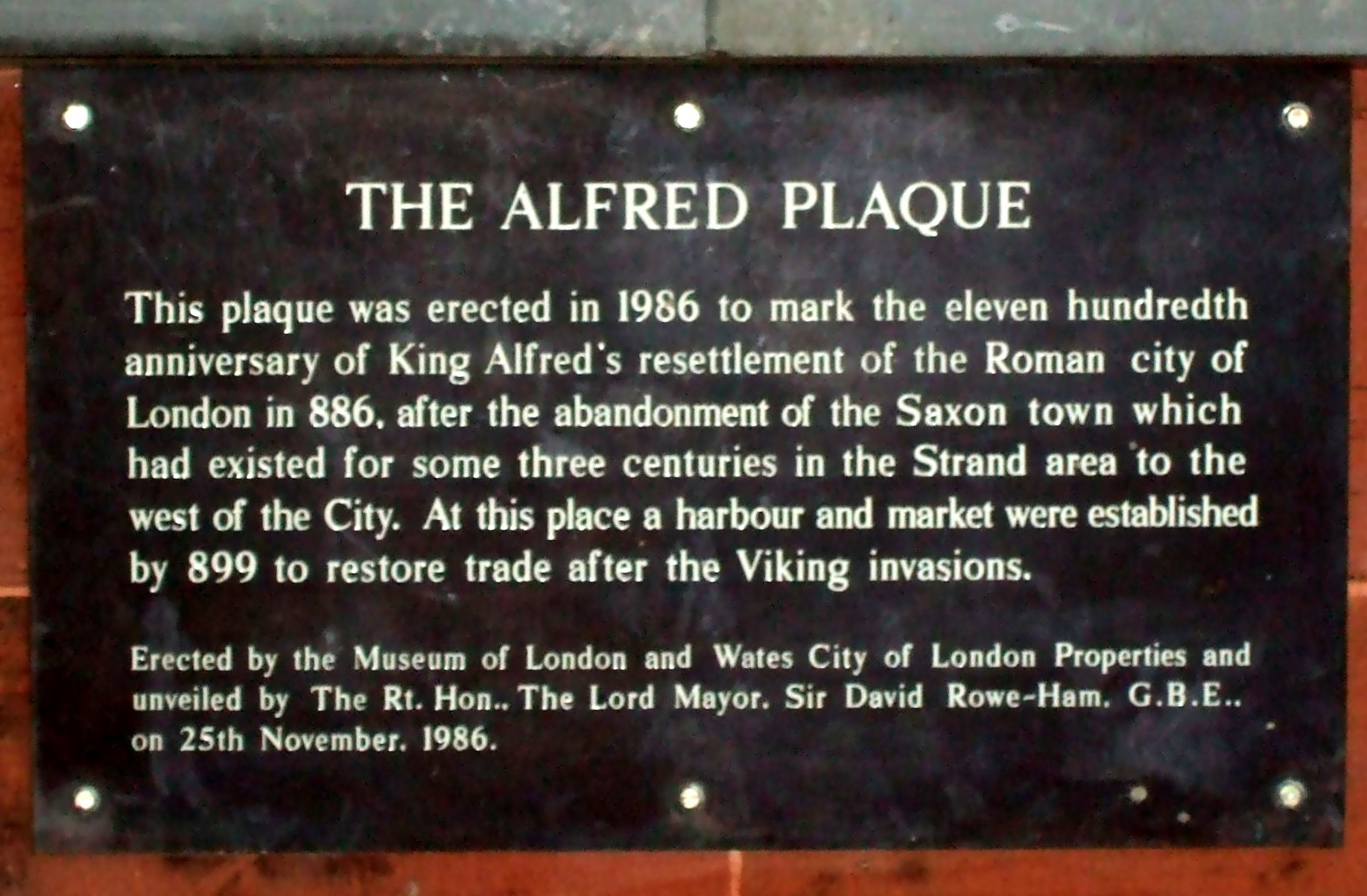
Placca nella City a testimonianza della rifondazione operata da Alfredo

Il dominio inglese su Londra fu ripristinato entro l'anno 886. Per una migliore difesa del proprio regno, Alfredo disseminò il sud dell'Inghilterra di cittadelle fortificate, dette burh, e Londra non fece eccezione. Nel giro di dieci anni l'insediamento all'interno delle mura romane era stato ristabilito ed era ora noto con il nome di Lundenburh.
Le mura stesse vennero riparate e il fossato ricostituito. Queste opere costituiscono la vera e propria fondazione della moderna Città di Londra, i cui confini ricalcano tuttora in alcuni punti il tracciato di queste mura.
Come conseguenza l'originaria area di Lundenwic venne in larga misura abbandonata e col tempo prese il nome di Ealdwic, che in anglosassone aveva il significato di “insediamento antico”, e le cui tracce rimangono tuttora nel toponimo Aldwych.

## La Londra del X secolo

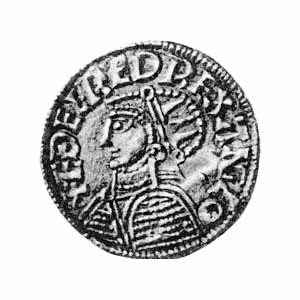
Una moneta probabilmente coniata a Londra durante il regno di Etelredo II d'Inghilterra detto lo Sconsigliato

Alfredo stabilì che suo genero Aethelred dovesse ereditare il distrutto regno di Mercia, come Governatore di Londra e costituì due borghi difensivi per proteggere il ponte (il famoso London Bridge), che all'epoca era probabilmente stato ricostruito. Il capo meridionale del ponte coincideva con Southwark, o Suthringa Geworc (“opera difensiva degli uomini del Surrey”). Da questo momento la città di Londra cominciò a sviluppare la propria forma di governo unitario locale.
Dopo la morte di Aethelred, Londra passò sotto il controllo dei re inglesi.
Il figlio di Alfredo, Edoardo il Vecchio, riconquistò buona parte dei territori concessi ai Danesi. All'inizio del X secolo Londra era ormai diventata un importante centro commerciale; e sebbene il centro politico dell'Inghilterra fosse Winchester, la città acquisiva un'importanza sempre maggiore. Proprio a Londra Atelstano tenne numerosi consigli reali e vi emanò leggi. Etelredo II elesse Londra a propria capitale e qui promulgò la Legge di Londra nel 978.

## Il ritorno dei Vichinghi
Fu durante il regno di Etelredo II che le incursioni vichinghe ripresero, guidate da Sweyn I Barbaforcuta. Londra resistette all'assalto del 994, ma numerosi altri seguirono. Nel 1013 Londra dovette sopportare un lungo assedio ed Etelredo fu costretto a fuggire all'estero. Sweyn morì, ma suo figlio Canuto portò avanti gli attacchi e l'anno seguente i Vichinghi ebbero ragione della città.
Etelredo tornò a reclamare Londra in compagnia del re norvegese Olaf, col quale aveva stretto alleanza. Una saga norrena parla di una battaglia nella quale Etelredo tornava ad attaccare la città di Londra occupata dai Vichinghi. Secondo questa saga i Danesi si schierarono sul ponte di Londra e bersagliarono con una pioggia di lance gli attaccanti i quali, per nulla intimoriti, scoperchiarono i tetti delle case circostanti, ed usandoli come scudi sulle proprie navi. Protetti in questo modo, essi poterono avvicinarsi al ponte tanto da legare ai suoi piloni delle funi che poi tirarono facendolo crollare. È possibile che la famosa filastrocca inglese London Bridge Is Falling Down ("Il ponte di Londra sta crollando") si riferisca a questo episodio.
Il figlio di Etelredo, Edmondo Ironside divenne re dopo la sua morte nel 1016. I Vichinghi tornarono e di nuovo posero Londra sotto assedio. Inizialmente i difensori seppero tener testa agli invasori, ma alla fine Edmondo dovette dividere il potere con Canuto. Dopo la morte di Edmondo, Canuto divenne l'unico re di Inghilterra. Gli succedettero due altri re danesi Aroldo Harefoot e Canuto II d'Inghilterra, che però mantennero il potere per pochissimi anni.
La linea sassone venne ripristinata con l'ascesa al trono di Edoardo il Confessore, figliastro di Canuto, nel 1042.

## La città prima dell'invasione normanna
Edoardo morì senza lasciare eredi legittimi e suo cugino, il duca di Normandia Guglielmo, detto il Conquistatore, rivendicò per sé il trono.
D'altra parte, il Witenagemote, il consiglio dei saggi anglosassoni, stabilì che il successore avrebbe dovuto essere il cognato del defunto sovrano, Harold Godwinson, che venne incoronato nell'abbazia di Westminster.
Guglielmo, considerandosi oltraggiato, diede inizio all'invasione normanna dell'Inghilterra.